# Parque das Laranjeiras (Goiânia)
Parque das Laranjeiras é um bairro na região leste de Goiânia. Encontra-se dividido em cinco etapas, cada uma possuindo a sua própria estrutura.
As casas da quinta etapa são chamadas "special houses" pois, diferente das outras etapas, têm uma piscina. É na segunda etapa que se localizam as escolas do bairro. Este parece uma pequena cidade visto que é, até certo ponto, auto-suficiente. Contudo, a maior parte dos habitantes do Parque das Laranjeiras trabalha em outros bairros de Goiânia.
Dentro do bairro, existem dois pequenos bosques que o dividem com outros bairros da cidade. O PL não fica muito longe do Parque Atheneu e ambos estão do outro lado da BR-153. Existem transportes públicos para chegar até a áreas mais centrais de Goiânia, e em carro o percurso dura aproximadamente 15 minutos.
Apesar do nome do bairro ser "Parque das Laranjeiras", a fruta predominante no local é, na verdade, a manga. Existe uma praça onde é possível ter acesso direto às mangas. Perto do PL, encontram-se alguns pontos turísticos de Goiânia: o Autódromo Internacional, o Estádio Serra Dourada e o Centro Cultural Oscar Niemeyer. Na sua avenida Flamboyant, encontram-se alguns bares, e outros comércios.
Em 31 de março de 2009, através do Decreto Lei 8781, o prefeito de Goiânia estabeleceu que o aniversário do Parque das Laranjeiras é comemorado dia 26 de setembro.
Segundo dados do Instituto Brasileiro de Geografia e Estatística (IBGE), divulgados pela prefeitura, no Censo 2010 a população do Parque das Laranjeiras era de 3 798 pessoas.